# Mino De Rossi
Mino De Rossi, född 21 maj 1931 i Arquata Scrivia, död 7 januari 2022 i Genua, var en italiensk tävlingscyklist.
Han blev olympisk guldmedaljör i lagförföljelse vid sommarspelen 1952 i Helsingfors.